# Droga wojewódzka nr 844
Droga wojewódzka nr 844 (DW844) – droga wojewódzka łącząca Chełm z Dołhobyczowem. Trasa ta biegnie we wschodniej Polsce, w województwie lubelskim, wzdłuż granicy polsko-ukraińskiej. Jej długość wynosi ok. 90 km. Na odcinku Chełm – Hrubieszów jest dopuszczona do ruchu ciężkiego.

## Miejscowości leżące przy drodze wojewódzkiej nr 844
- Chełm (droga krajowa nr  )
- Kamień
- Natalin
- Wołkowiany
- Dryszczów
- Białopole
- Buśno
- Zaniże
- Raciborowice
- Odletajka
- Teratyn (droga wojewódzka nr  )
- Mojsławice
- Janki
- Moniatycze
- Hrubieszów (droga krajowa nr  )
- Czerniczyn
- Modryń
- Mircze
- Wereszyn
- Witków (droga wojewódzka nr  )
- Dołhobyczów - granica Polski z Ukrainą.